# 藤間万三哉
藤間 万三哉（ふじま まさや、1915年4月25日 - 1957年4月3日）は、日本舞踊家。初代吾妻徳穂の夫だった。
愛知県名古屋市出身。旧本名・佐藤光二郎。女優・筑波雪子の弟。初代花柳輔三郎、のち吾妻春枝（初代吾妻徳穂）の門弟となって吾妻春次郎を名のり、1939年徳穂と駆落ち、藤間政住（万三住）と改名、戦後万三哉となった。徳穂と結婚して山田姓になるが、晩年離婚。
1957年4月3日、ガス漏れ事故により死去。41歳没。